# Enzo Sacchi
Enzo Sacchi (Florència, 6 de gener de 1926 - Florència, 12 de juliol de 1988) va ser un ciclista italià, que fou professional entre 1952 i 1964.
Especialista en proves de velocitat, guanyà la medalla d'or als Jocs Olímpics de Hèlsinki de 1952 en aquesta prova, per davant Lionel Cox i Werner Potzernheim.

## Palmarès
- 1951
  -  Campió del món de velocitat amateur
  - 1r al Gran Premi de París en velocitat amateur
  - 1r a Copenhaguem, velocitat amateur
- 1952
  -  Campió del món de velocitat amateur
  -  Medalla d'or als Jocs Olímpics de Hèlsinki en velocitat individual
- 1954
  - 1r al Gran Premi de París en velocitat
- 1955
  -  Campió d'Itàlia de velocitat
- 1959
  - 1r al Gran Premi de París en velocitat
- 1960
  - 1r als Sis dies de Buenos Aires (amb Ferdinando Terruzzi)
- 1962
  - 1r als Sis dies de Perth (amb Ronald Murray)